# Fortunabad
Das Fortunabad war ein Naturbad in Leipzig-Knautkleeberg, das nunmehr als Angelgewässer genutzt wird.

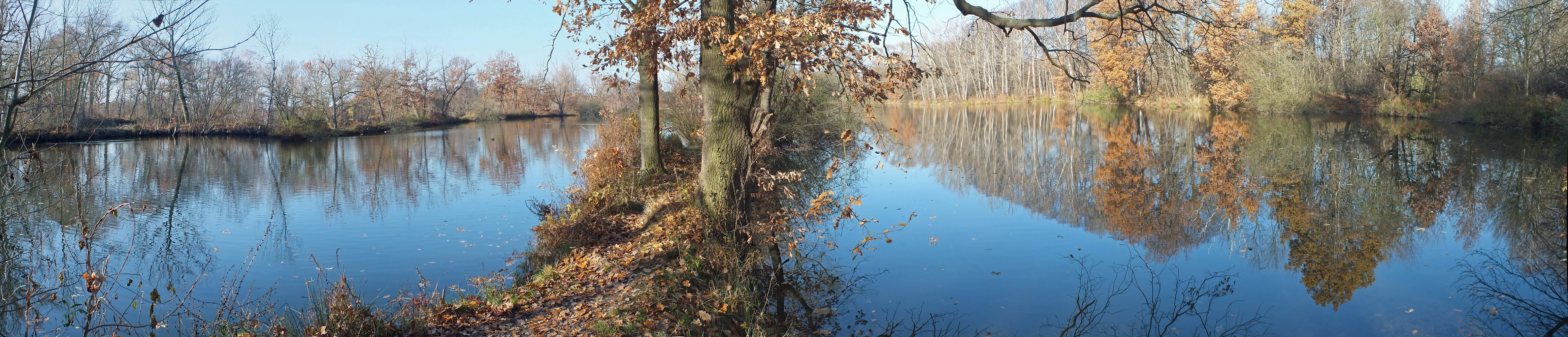
Zwei der drei Teilgewässer des Fortunabades

## Lage und Gestalt
Das Fortunabad befindet sich östlich von Knautkleeberg in der Aue zwischen der Weißen Elster und dem Knauthainer Elstermühlgraben nahe der Elster. Es ist von Auenwald umgeben.
Die 25.370 Quadratmeter große Gesamtwasserfläche unterteilt sich in drei Teilbereiche von 140 bis 200 Meter Länge. Diese sind jeweils durch einen Damm getrennt. Die mittlere Tiefe des Gewässers beträgt 1,5 Meter. Es besitzt einen Zulauf über den Fortunabadgraben vom Elstermühlgraben und einen Ablauf in denselben über den Windorfer Augraben.

## Geschichte

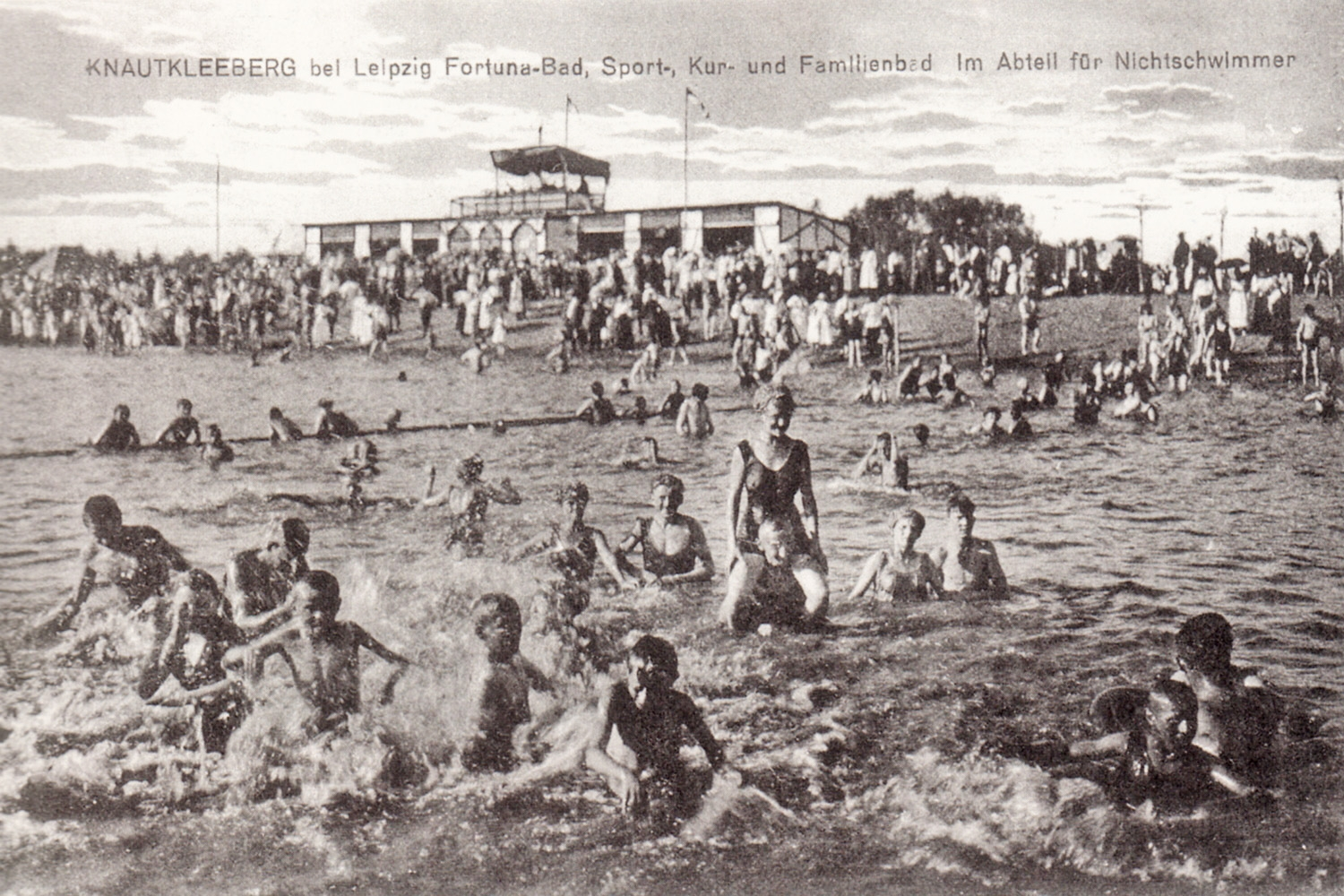
Badebetrieb im Fortunabad um 1930

Um 1890 begann eine Ziegelei in diesem Bereich mit dem Abbau von Auelehm zur Ziegelherstellung. Nach Einstellung des Abbaus beschloss die Gemeinde Knautkleeberg, ein Frei- und Luftbad zu errichten und kaufte das Gelände. Zum Teil unterstützt durch Eigenleistungen der Bevölkerung entstand das Fortunabad mit Badeteich, Abteilen für Nichtschwimmer, Kleinkinder und Damen, Sprungturm, Kabinen und Sportplatz. Gespeist wurde das Bad mit Grund- und Quellwasser. Tag der Eröffnung war der 20. August 1920. Das Bad wurde bald zu einem beliebten Ausflugsziel der Leipziger.
Ab 1923 wurde das Fortunabad als GmbH betrieben. Es gab etwa 50 Gesellschafter, darunter vor allem Vereine, die bestimmte Aufgaben beim Betrieb des Bades übernahmen. Nach dem Zweiten Weltkrieg war diese Art des Betriebes nicht mehr möglich. Der Versuch einer Sanierung in den 1950er Jahren schlug fehl und das Bad verfiel weiter.
Schließlich wurde das Gelände dem Deutschen Anglerverband e.V. zur Nutzung übergeben. Es ist nun ein in Stadtnähe gelegenes Angelrevier. Die heute hauptsächlich vertretenen Fischarten sind Aal, Hecht, Karpfen,  Schleie, Wels, Weißfische und Zander.